# Sankt Katharinen (powiat Bad Kreuznach)
Sankt Katharinen (do 25 listopada 1936 Sankt Catharinen) – miejscowość i gmina w Niemczech, w kraju związkowym Nadrenia-Palatynat, w powiecie Bad Kreuznach, wchodzi w skład gminy związkowej Rüdesheim.